# رياض ياسين عبد الله
رياض ياسين عبد الله (و. 1955 ) هو سياسي يمني، يشغل حاليا منصب سفير اليمن لدى فرنسا منذ 2016. عين وزيراً للخارجية في الحكومة المؤقتة في المنفى بقرار من الرئيس هادي بعد انقلاب اليمن 2014. وكان قبلها وزيراً لوزارة الصحة في حكومة خالد بحاح منذ 7 نوفمبر 2014  التي قدمت استقالتها في 22 يناير 2015. واستأنف ياسين عمله من الرياض مقر الحكومة المصغرة في المنفى.
شارك رياض ياسين في مؤتمر جنيف بشأن اليمن الذي عقد في يونيو 2015 في صف حكومة الرئيس عبد ربه منصور هادي وحلفائه.

## مناصب
- رئيس الجامعة البريطانية في اليمن  نسخة محفوظة 9 يناير 2016 على موقع واي باك مشين.. الجامعة البريطانية في اليمن
- وزير الصحة في حكومة خالد بحاح.
- وزير الخارجية في الحكومة المصغرة.

| المناصب السياسية      | المناصب السياسية                                         | المناصب السياسية |
| --------------------- | -------------------------------------------------------- | ---------------- |
| سبقه أحمد قاسم العنسي | وزير الصحة العامة والإسكان 7 نوفمبر 2014 - 22 يناير 2015 | تبعه شاغر        |